# Museo de Etnología (Hamburgo)
El Museo de Etnología, de Hamburgo (en alemán: Museum für Völkerkunde Hamburg), fundado en 1879, es uno de los mayores museos de etnología de Europa. Con aproximadamente 350.000 objetos en la colección, es visitado cada año por unas 180.000 personas. Se encuentra en el barrio Rotherbaum Eimsbüttel de la ciudad de Hamburgo.

## Historia
El museo surge en 1849 como pequeña colección etnográfica de la biblioteca de la ciudad. Esta colección más tarde formó parte del Museo de Historia Natural de Hamburgo, y en 1867 estuvo abierto al público como "Die Ethnographische oder Sammlung für Völkerkunde im Anschluss un das Naturhistorische Museum in Hamburgo". La colección, que en aquel tiempo poseía 645 objetos, tuvo por comisarios a Adolph Oberdörfer y Ferdinand Worlée. En 1871 se renombró la colección como "Culturhistorisches Museum", de modo que complementara al "Naturhistorisches Museum". El 29 de abril de 1879 se fundaron los "Museums für Völkerkunde". Al principio, el empresario Carl W. Lüders dirigió el museo hasta 1896. El 1 de octubre de 1904 Georg Thilenius tomó el cargo de director administrativo de los "Museums für Völkerkunde und Vorgeschichte" con dedicación exclusiva.
Georg Thilenius apoyó erigir un edificio del museo para albergar la colección. Una vez aprobado, la construcción duró entre 1908 y 1912, con una ampliación para albergar una zona de trabajo completada en 1929.